# Hans-Jürgen Burmester
Hans-Jürgen Burmester (11 de junho de 1916 - 22 de setembro de 1998) foi um oficial alemão que serviu durante a Segunda Guerra Mundial. Foi condecorado com a Cruz de Cavaleiro da Cruz de Ferro.

## Carreira

### Patentes
Hauptmann

### Condecorações
| Cruz de Ferro 2ª Classe                                  |
| Cruz de Ferro 1ª Classe                                  |
| Cruz de Cavaleiro da Cruz de Ferro 2 de setembro de 1944 |